# Dieter Wunderlich (Linguist)
Dieter Wunderlich (* 14. Juni 1937 in Rostock) ist ein deutscher Linguist.

## Leben
Wunderlich wurde als zweites von fünf Kindern des Amtsarztes Felix Wunderlich geboren. 1949 zog die Familie in das Seebad Heringsdorf (Usedom), wo der Vater eine Tuberkulose-Heilstätte leitete. Nach dem Abitur 1955 studierte Wunderlich Physik, zunächst bis 1957 in Jena, danach in Leipzig. 1959 verließ Wunderlich die DDR und setzte sein Studium in Hamburg fort. Auf der Basis einer experimentell-kernphysikalischen Arbeit über die longitudinale Elektronenpolarisation beim Beta-Zerfall des Pm 147 bestand er 1964 die Diplomprüfung für Physik. Anschließend war er ein Jahr lang in der Kernreaktor-Firma Interatom in Bensberg bei Köln tätig und war dort hauptsächlich mit Berechnungen bei der Planung des natriumgekühlten Kernreaktors in Kalkar befasst.
1965 zog Wunderlich nach Berlin und nahm ein Zweitstudium an der philosophischen Fakultät der TU Berlin auf. Vermittelt durch die Bekanntschaft mit Klaus Baumgärtner (damals an der TU) und Manfred Bierwisch (damals an der Arbeitsstelle für strukturelle Grammatik an der Akademie der Wissenschaften der DDR) interessierte sich Wunderlich für die neuesten Entwicklungen der generativen Grammatik. Er wurde Assistent am Institut für Sprache im technischen Zeitalter von Walter Höllerer und beteiligte sich im Kreis um den neuberufenen Linguisten Helmut Schnelle. 1969 promovierte er an der TU Berlin mit einer Arbeit über Tempus und Zeitreferenz im Deutschen, in der er eine neue Verbindung von Morphologie mit Semantik und Pragmatik propagierte. 1970 wurde Wunderlich Professor für germanistische Sprachwissenschaft an der FU Berlin. Von 1973 bis zur Emeritierung 2002 hatte er den neu geschaffenen Lehrstuhl für Allgemeine Sprachwissenschaft an der (später nach Heinrich Heine benannten) Universität Düsseldorf inne.
Wunderlich lebt mit seiner Frau, der Pianistin und Klavierlehrerin Leonore Wunderlich, in Berlin; sie haben 2 Töchter und 3 Enkelkinder.

## Wirken
Wunderlich deckt mit seinen Arbeiten ein breites Themenspektrum in der Linguistik ab. Er gehört zu den Initiatoren der linguistischen Wende in Deutschland (Wunderlich 2004) und war Mitbegründer und von 1978 bis 1980 erster Vorsitzender der Deutschen Gesellschaft für Sprachwissenschaft (DGfS). Er war Anhänger der generativen Grammatik und zugleich eine wichtige Figur bei der Einführung von Pragmatik und Diskursanalyse in Deutschland. In den 1970er Jahren hat Wunderlich, u. a. beeinflusst durch die Arbeiten von Austin, Searle, Grice und insbesondere Bar-Hillel, zahlreiche wichtige Arbeiten zur Sprechakttheorie, zur Kontextabhängigkeit der Bedeutung (z. B. sein Arbeitsbuch Semantik) und zu weiteren Phänomenen im Bereich Pragmatik und Diskurs verfasst.
Aus der Forschung der 80er Jahre sind vor allem Wunderlichs Arbeiten zu Sprache und Raum hervorzuheben, insbesondere die zur Semantik der Präpositionen, bei denen Wunderlich den gemeinsamen Bedeutungskern – die Lokalisierungsrelation –, die präpositionsspezifischen Bedeutungsanteile und die grammatische Kombinatorik der Präpositionalphrasen herausgearbeitet hat. Hier zeigt sich deutlich der Einfluss der von Manfred Bierwisch und Ewald Lang entwickelten 2-Ebenen-Semantik, die semantische, d. h. grammatisch relevante Bedeutungsanteile, und konzeptuelle Information voneinander trennt. Wunderlichs Studien zur Wortstruktur von Komposita und komplexen Verben waren Vorarbeiten zum zentralen Gesamtkomplex Lexikon, der Wunderlichs Forschung in den 90ern dominierte. Sichtbarste Bündelung der Bestrebungen, dem Lexikon die ihm zukommende Rolle für die Grammatik zuzuweisen, war der von Wunderlich initiierte SFB 282 Theorie des Lexikons.
In diversen SFB-Teilprojekten entwickelte Wunderlich verschiedene lexikalische Subtheorien, die ineinander greifen und sich als sprachübergreifend tragfähig erwiesen haben:
1. eine lexikalische Theorie der Kongruenz (Wunderlich 1994), die Kongruenz als Phänomen der Syntax-Semantik-Schnittstelle begreift und nicht auf syntaktisch fassbare Domänen begrenzt;
2. die Minimalistische Morphologie (MM; Wunderlich & Fabri 1995)[2], mit deren Hilfe die verbalen oder nominalen Flexionsparadigmen von Sprachen erfasst werden und die sich der ökonomischen Repräsentation morphologischer Entitäten und der Vermeidung unnötig komplexer oder nichtmonotoner Regeln verpflichtet fühlt;
3. eine Klassifikation der lexikalischen Kategorien (Wunderlich 1996), die Nomen und Verben als natürliche Klasse referentiell unabhängiger Kategorien analysiert und
4. die Lexikalische Dekompositionsgrammatik (LDG; Joppen & Wunderlich 1995, Wunderlich 1997), die die Argumentstruktur lexikalischer Elemente aus ihren dekomponierten Bedeutungsstrukturen herleitet und die Argumentrealisierung mittels der von Paul Kiparsky übernommenen und weiterentwickelten Linkingtheorie bestimmt.

Ausgangspunkt für alle Teiltheorien ist die Annahme, dass sämtliche Exponenten (Stämme wie Flexions- oder Derivationsmorpheme) als eigenständige Lexikoneinheiten mit Phonetischer Form (PF), Semantischer Form (SF) und weiteren grammatischen Auszeichnungen repräsentiert sind und nach üblichen semantischen Kompositionsmechanismen präsyntaktisch zu Komplexen zusammengefügt werden. In Verknüpfung mit der Optimalitäts- bzw. Korrespondenztheorie ist es Wunderlich gelungen, unerwartete Formen der Ersetzung und Lücken in Paradigmen wie auch ungewöhnlichere Formen der Argumentrealisierung mit einfachen Mitteln zu analysieren.
Wunderlich betreute insgesamt 25 Dissertationen; zusammen mit den Doktoranden verfasste er Detailanalysen zu morphosyntaktischen Phänomenen in einer Vielzahl von europäischen und außereuropäischen Sprachen. Wunderlich legte auch großen Wert auf den Transfer wissenschaftlicher Erkenntnisse; so gab er 12 Jahre lang die Zeitschrift Studium Linguistik heraus und wirkte bei der Entwicklung von Lehrwerken für den Deutschunterricht der Klassen 5 bis 10 mit.
In der Öffentlichkeit ist Wunderlich zuletzt hervorgetreten mit Vorträgen und Interviews zur Evolution der Sprache und zur Frage, wie sich Sprachuniversalien und Sprachenvielfalt zueinander verhalten (Wunderlich 2015).

## Auszeichnungen und Ehrungen
Im akademischen Jahr 1991/1992 war Wunderlich Fellow am Wissenschaftskolleg zu Berlin. Im Jahr 2014 erhielt er den Wilhelm von Humboldt-Preis der DGfS für sein Lebenswerk. 2016 wurde er zum Fellow der American Association for the Advancement of Science gewählt.

## Publikationen (Auswahl)
- Dieter Wunderlich: Tempus und Zeitreferenz im Deutschen. München, Hueber 1970. (= Dissertation)
- Dieter Wunderlich (Hrsg.): Probleme und Fortschritte der Transformationsgrammatik. München, Hueber 1971.
- Utz Maas, Dieter Wunderlich: Pragmatik und sprachliches Handeln. Mit einer Kritik am Funkkolleg "Sprache". Frankfurt/M., Athenäum 1972.
- Dieter Wunderlich: Grundlagen der Linguistik. Reinbek, Rowohlt 1974. – Englische Übersetzung: Foundations of Linguistics. Cambridge University Press 1979.
- Dieter Wunderlich: Studien zur Sprechakttheorie. Frankfurt/M., Suhrkamp 1976.
- Dieter Wunderlich (Hrsg.): Wissenschaftstheorie der Linguistik. Kronberg/Ts., Athenäum 1976.
- Dieter Wunderlich (Hrsg.): Studium Linguistik. 22 Ausgaben. Kronberg: Scriptor; Königstein: Scriptor; Frankfurt/M.: Anton Hain 1976–1988.
- Dieter Lenzen, Dieter Wunderlich (Hrsg.): Thema: Sprache. Sprachbuch Deutsch für 5. bis 10. Schuljahr. Frankfurt, Hirschgraben 1977–1982.
- Dieter Wunderlich: Arbeitsbuch Semantik. Königstein, Athenäum 1980.
- Christoph Schwarze, Dieter Wunderlich (Hrsg.): Handbuch der Lexikologie. Königstein, Athenäum 1985.
- Dieter Wunderlich, Rudolf Steffens (Hrsg.): Thema: Sprache. Neue Ausgabe. Sprach- und Arbeitsbuch für den Deutschunterricht. 5.–10. Schuljahr. Frankfurt/M., Cornelsen Verlag Hirschgraben 1986–1991.
- Dieter Wunderlich: Grammatisches Grundwissen. Frankfurt/M., Cornelsen Verlag Hirschgraben 1988.
- Arnim von Stechow, Dieter Wunderlich (Hrsg.): Semantik. Ein internationales Handbuch der zeitgenössischen Forschung. Berlin, de Gruyter 1991.
- Dieter Wunderlich: Towards a lexicon-based theory of agreement. In: Theoretical Linguistics. Bd. 20, 1994, S. 1–36. doi:10.1515/thli.1994.20.1.1
- Sandra Joppen, Dieter Wunderlich: Argument linking in Basque. In: Lingua. Bd. 97, 1995, S. 123–169. doi:10.1016/0024-3841(95)00025-U
- Dieter Wunderlich, Ray Fabri: Minimalist Morphology: An approach to inflection. In: Zeitschrift für Sprachwissenschaft. Bd. 14, 1995, S. 236–294. doi:10.1515/zfsw.1995.14.2.236
- Dieter Wunderlich: Lexical Categories. In: Theoretical Linguistics. Bd. 22, 1996, S. 1–48. doi:10.1515/thli.1996.22.1-2.1
- Dieter Wunderlich: Cause and the structure of verbs. In: Linguistic Inquiry. Bd. 28, 1997, S. 27–68. (JSTOR:4178964)
- Barbara Stiebels, Dieter Wunderlich (Hrsg.): Lexicon in Focus. Berlin, Akademie Verlag 2000.
- Dieter Wunderlich: Emanzipation der Linguistik in Deutschland. In: Linguistische Berichte. Bd. 200, 2004, S. 427–450.
- Dieter Wunderlich (Hrsg.): Advances in the theory of the lexicon. Berlin, Mouton de Gruyter 2006.
- Dieter Wunderlich: Sprachen der Welt. Warum sie so verschieden sind und sich doch alle gleichen. Darmstadt, Wissenschaftliche Buchgesellschaft (WBG) 2015.